# Adjakrivier
Adjakrivier (Adjakjåkka /Ádjakjohka) is een rivier die stroomt in de Zweedse  gemeente Kiruna. De rivier ontvangt haar water op de westelijke hellingen van de Adjakberg. De rivier stroomt naar het noordwesten door de Adjakvallei (Ádjakvággi) en geeft haar water af aan het Pessinenmeer. De rivier is circa 7 kilometer lang.
De Adjakbeek ontstaat op diezelfde hellingen, maar stroomt noordoostwaarts.
Afwatering: Adjakrivier → (Pessinenmeer) → Pessinenrivier → Torneträsk → Torne → Botnische Golf